# Aoudaghost
Aoudaghost, Aoudaghast, Tegdaoust, var en betydande stad i Västafrika i vad som i dag är sydöstra Mauretanien.
Staden grundades omkring 400-talet f.Kr. som ett kommersiellt centrum i södra änden av de handelsvägar som byggde upp transsaharahandeln. Bosättningen växte när domesticeringen av kamelen gjorde resor lättare, men föll tillbaka sedan grässlätterna i regionen förvandlats till öken. Staden erövrades av Ghanaimperiet omkring 1050 innan Takrurriket invaderade Ghana och intog Aoudaghost. Från 1100-talet kontrollerades staden av Maliimperiet. Ett gradvis förfall gjorde till slut att staden övergavs under 1600-talet.